# ویکتور جی. گلوور
ویکتور جی. گلوور (به انگلیسی: Victor J. Glover) فضانورد اهل کشور ایالات متحده آمریکا است که در ۱۹۷۵ میلادی در پومونا، کالیفرنیا زاده شد.